# Xã Stoneham, Quận Chippewa, Minnesota
Xã Stoneham (tiếng Anh: Stoneham Township) là một xã thuộc quận Chippewa, tiểu bang Minnesota, Hoa Kỳ. Năm 2010, dân số của xã này là 241 người.